# Зиновьева, Авдотья Наумовна
Авдотья Наумовна Зиновьева (в девичестве Сенявина; 1718—1773) — дочь первого российского вице-адмирала Наума Акимовича Сенявина (1680—1738), жена генерала-майора Николай Иванович Зиновьева (1706—1773), полицмейстера Санкт-Петербурга и обер-коменданта Петропавловской крепости. В народе получила прозвище «злая Наумиха» за жестокое обращение с крепостными. Мать Екатерины Николаевны Орловой, жены фаворита Екатерины II — Григория Орлова.

## Биография
Родилась в 1718 году в семье Н. А. Сенявина и Неонилы Фёдоровной Языковой (1688—1738).
В 1767 году приобрела подмосковное село Троицкое-Коньково, вместе с мужем отличалась жестоким обращением с крестьянами и получило прозвище «злая Наумиха». Отмечена среди гостей усадьбы Остров графа Алексея Григорьевича Орлова на приёме, где присутствовала Екатерина II.
Умерла в 1773 году в Санкт-Петербурге.
После её смерти Коньково-Троицое перешло к дочери — Екатерине Николаевне Зиновьевой (Орловой), которая продала его в 1776 в собственность казны.

## Дети
- Зиновьев, Василий Николаевич (1755—1827) — сенатор, мемуарист[10]
- Орлова, Екатерина Николаевна (1758—1781) — жена Григория Орлова